# Rattenkirchen
Rattenkirchen – miejscowość i gmina w Niemczech, w kraju związkowym Bawaria, w rejencji Górna Bawaria, w regionie Südostoberbayern, w powiecie Mühldorf am Inn, wchodzi w skład wspólnoty administracyjnej Heldenstein. Leży około 15 km na zachód od Mühldorf am Inn, przy drodze B12.

## Demografia
| Rok  | Liczba mieszk. |
| ---- | -------------- |
| 1970 | 730            |
| 1987 | 764            |
| 2000 | 883            |

### Struktura wiekowa
Dane o ludności z 31 grudnia 2008:
| Opis                                | Ogółem | Ogółem | Kobiety | Kobiety | Mężczyźni | Mężczyźni |
| ----------------------------------- | ------ | ------ | ------- | ------- | --------- | --------- |
| Jednostka                           | osób   | %      | osób    | %       | osób      | %         |
| Populacja                           | 953    | 100    | 469     | 49,21   | 484       | 50,79     |
| Wiek przedprodukcyjny (0–17 lat)    | 204    | 21,41  | 95      | 9,97    | 109       | 11,44     |
| Wiek produkcyjny (18–65 lat)        | 600    | 62,96  | 292     | 30,64   | 308       | 32,32     |
| Wiek poprodukcyjny (powyżej 65 lat) | 149    | 15,63  | 82      | 8,6     | 67        | 7,03      |

## Polityka
Wójtem gminy jest Rupert Aigner, rada gminy składa się z 8 osób.
|      | CSU/FWG | Razem |
| 2008 | 8       | 8     |
| 2002 | 8       | 8     |